# Odiellus spinosus
Odiellus spinosus is een hooiwagen uit de familie echte hooiwagens (Phalangiidae).

## Kenmerken
Odielus spinosus kan een lichaamslengte bereiken van 6,5-8 mm bij mannen, van 7-11 mm bij vrouwen. Deze hooiwagen vertoont drie grote, bijna platte stekels voor de ogen en een zwartgerand zadel op de rug. Bovendien is de buik duidelijk afgeplat, met enkele rijen bruine vlekken over elke tergiet.

## Levenswijze
Volwassenen zijn te vinden van juni tot december.